# Pitchatur
Pitchatur là một mandal thuộc huyện Chittoor, bang Andhra Pradesh.